# Fécalome
 Mise en garde médicale
Le fécalome, appelé aussi fécalithe (ou improprement coprolithe), est une accumulation de matière fécale compactée, déshydratée et stagnante, située à n’importe quel niveau de l’intestin et ne pouvant pas être évacuée spontanément. En bloquant le transit intestinal et/ou par effet de compression sur d'autres organes, le fécalome peut être source de diverses morbidités et mortalités.

## Sémantique, éléments de définition
La définition ci-dessus est aussi celle de l'impaction fécale : certains auteurs, notamment anglo-saxons, réservent le terme de fécalome aux formes plus graves, notamment quand l'accumulation devient plus dure ou plus volumineuse.

## Prévalence
Son incidence dans la population est inconnue car il est sous-diagnostiqué, mais on sait que le fécalome est fréquent chez les personnes âgées (notamment institutionnalisées). Il est fréquemment détecté dans les services d'accueil gériatrique et c'est pourquoi le toucher rectal est l'un des examens cliniques normaux d'un syndrome confusionnel chez la personne âgée.

## Étiologie
Le fécalome peut être la conséquence d'une constipation et/ou entraîner (le plus souvent) une constipation douloureuse pouvant même remonter dans le côlon. 
Exceptionnellement, le fécalome peut se créer dans un diverticule géant du côlon (entité rare avec seulement une centaine de cas décrits par la littérature médicale, définie par une taille de plus de 4 cm de diamètre et atteignant exceptionnellement 30 cm), situé dans le côlon sigmoïde dans 90 % des cas,,.

## Diagnostic
Les signes cliniques sont non spécifiques et généralement d'abord anodins, et parfois trompeurs  : troubles du transit, distension abdominale ou inconfort abdominal, puis maux de ventre et/ou douleurs pelviennes, éventuelle incontinence urinaire, fièvre et frissons, rectorragies accompagnant les selles. Une constipation chronique, très ancienne et répondant mal aux traitements médicaux doit faire soupçonner un fécalome. 
Le diagnostic se fait principalement par :
- le toucher rectal (qui ne détectera toutefois que les fécalomes situés en situation basse ou très basse (rectum)) ;
- la palpation abdominale (qui détecte le fécalome chez environ deux tiers des patients) ;
- l'imagerie médicale[9], qui peut aussi mettre en évidence des diverticulite, abcès, fistule ou perforation en péritoine libre.

## Conséquences
Elles varient considérablement selon la position, la forme, l'âge et la taille du fécalome, et selon la manière dont il comprime des nerfs et/ou organes voisins (de la vessie au cœur en passant par les reins).
S'il ne se résorbe pas spontanément, sans être traité le fécalome peut conduire à des situations douloureuses, des anomalies de la somesthésie, (ex. : hypoesthésie périnéale par compression sacrée secondaire à un fécalome géant) et à une urgence vitale (ex. : obstruction de l'urètre par compression, occlusion intestinale, défaillance rénale,). Il pourrait parfois être confondu avec une tumeur abdominale.
Les complications les plus fréquentes du fécalome sont à la fois lié à son caractère obstructif pour le transit intestinal, et compressif pour les structures anatomiques proches ; il peut ainsi parfois causer une rétention réflexe aiguë d'urine (avec risque d'infection et d'hydronéphrose), l'incontinence fécale, des hémorroïdes, une fissure anale, l'anorexie, la confusion.
Plus rarement ; il se complique d'une ulcération muqueuse (Cf. érosion mécaniques au contact de fécalomes durcis) pouvant induire une occlusion ou sub-occlusion avec perforation puis péritonite voire d'une nécrose des tissus (nécrose colique). Une ischémie peut résulter de la compression du fécalome notamment lors de longs efforts de défécation. Les capillaires sous-muqueux sont alors écrasés et des phénomènes ischémiques des proches parois de l'intestin peuvent survenir. 
Plusieurs examens complémentaires peuvent aider à bien localiser la compression dans le cas d'un syndrome occlusif ou sub-occlusif ; le scanner abdominopelvien étant la référence (avec injection intraveineuse de produit de contraste iodé (PCI) recommandée, en tenant compte des contre-indications habituelles.

## Traitement
Son traitement consiste en un ramollissement des matières fécales par l'administration d'un micro-lavement au sorbitol ou au citrate de sodium par exemple. Une indication d'extraction manuelle ou chirurgicale (impliquant alors une laparotomie) est également envisageable.

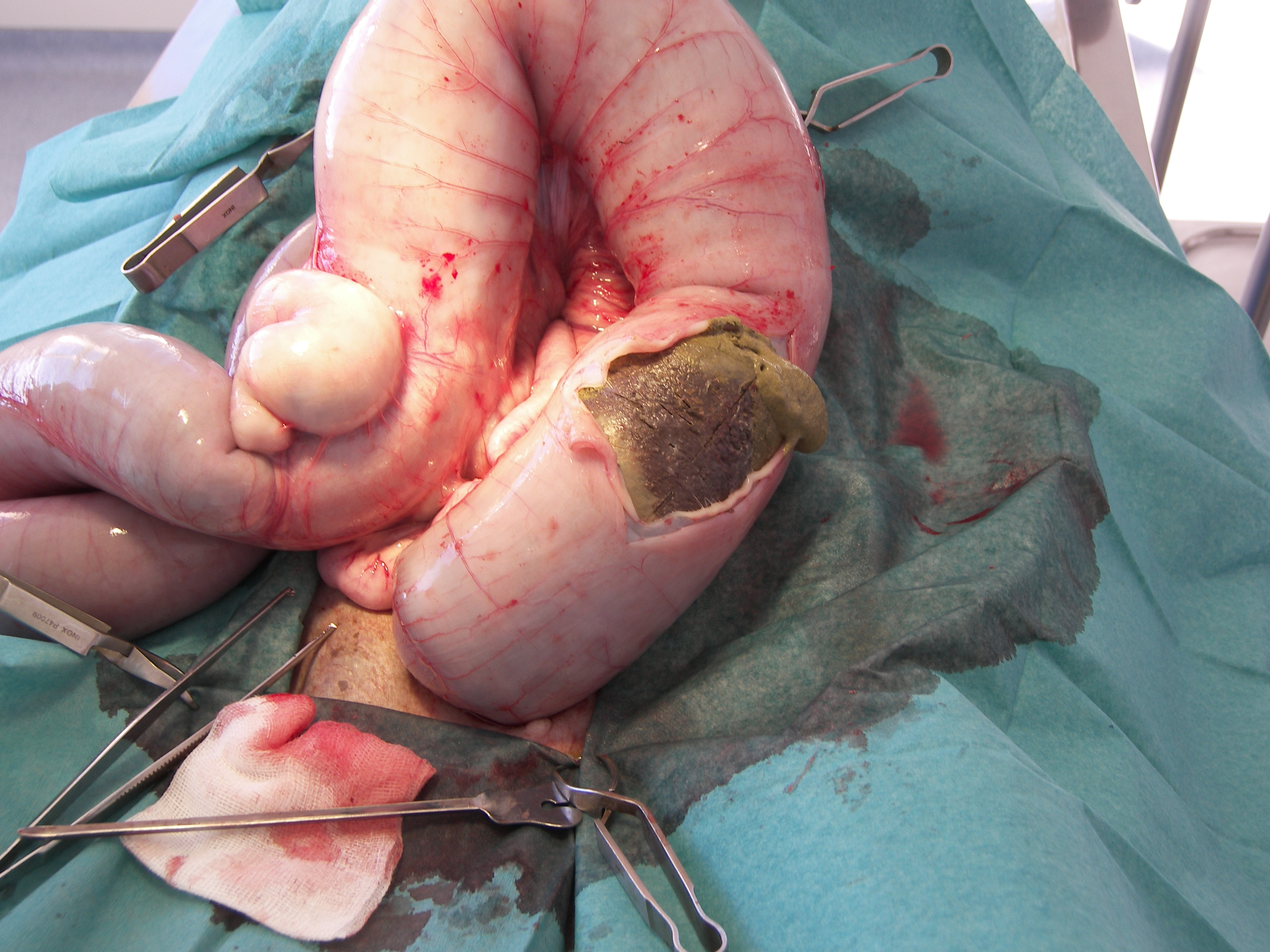
Un côlon de chien avec fécalome.

## Complications
- Occlusion intestinale